# Edith Storey
Edith Storey est une actrice américaine née le 18 mars 1892 à New York, État de New York (États-Unis), et décédée le 9 octobre 1967 à Northport (Long Island), État de New York.

## Filmographie

### Années 1900

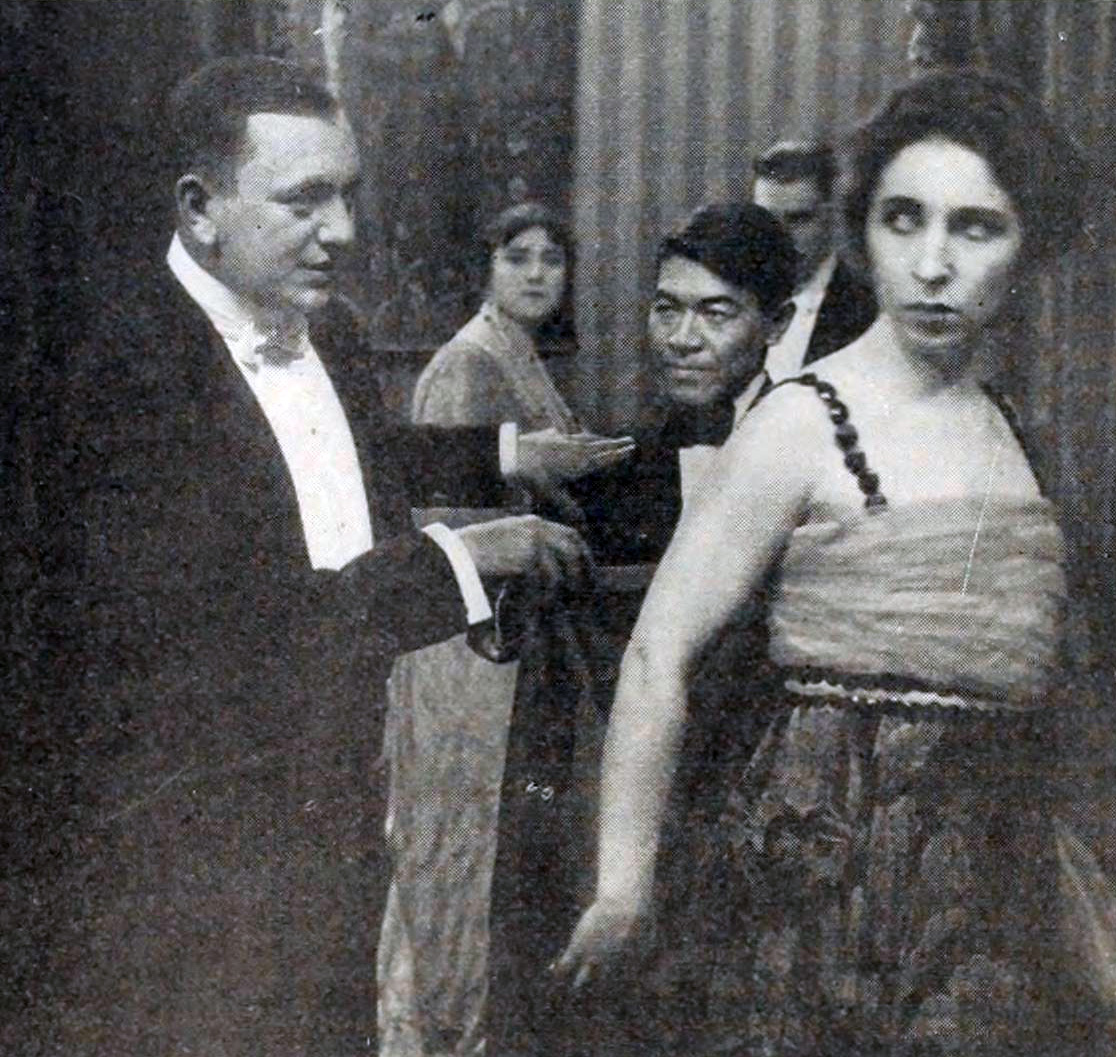
The Shop Girl (1916)

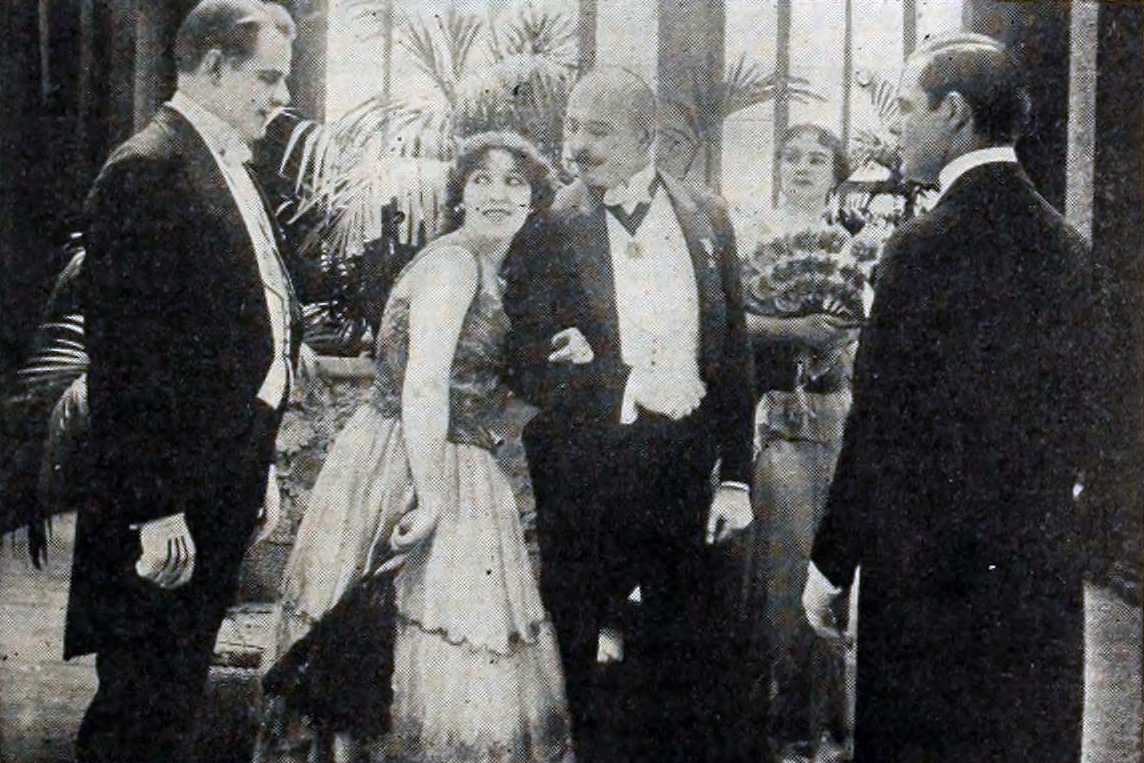
The Tarantula (1916)

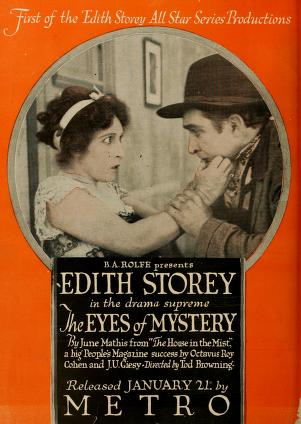
The Eyes of Mystery (1918)

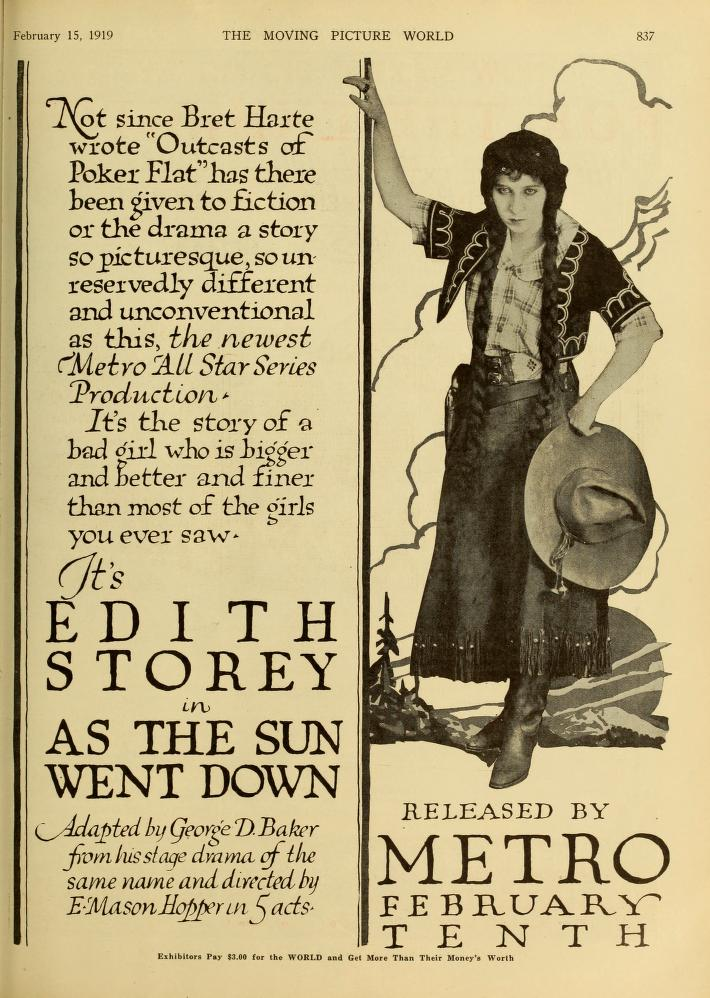
As the Sun Went Down (1919)

- 1908 : Francesca da Rimini (ou The Two Brothers) de James Stuart Blackton
- 1908 : Barbara Fritchie: The Story of a Patriotic American Woman
- 1909 : Cure for Bashfulness
- 1909 : Mogg Megone, an Indian Romance
- 1909 : A Brave Irish Lass
- 1909 : King Lear, de James Stuart Blackton et William V. Ranous
- 1909 : Oliver Twist, de James Stuart Blackton : Oliver
- 1909 : The Gift of Youth
- 1909 : The Way of the Cross
- 1909 : Les Miserables (Part I)
- 1909 : Onawanda; or, An Indian's Devotion
- 1909 : The Life of Moses

### Années 1910
- 1910 : Twelfth Night : Sebastian
- 1910 : Love's C. Q. D.
- 1910 : Saved by the Flag
- 1910 : Baseball, That's All : La femme
- 1910 : Auld Robin Gray
- 1910 : Drumsticks : La mère
- 1910 : A Western Welcome : Mary
- 1911 : A Tale of Two Cities
- 1911 : In the Hot Lands : Nell
- 1911 : Sir Percy and the Punchers : Mary
- 1911 : An Unwilling Cowboy : Nellie
- 1911 : Mary's Strategem : Mary
- 1911 : The Immortal Alamo, de William F. Haddock : Lucy Dickenson
- 1911 : When the Tables Turned : Ethel Kirby
- 1911 : The Kiss of Mary Jane : Mary Jane
- 1911 : The Battle Hymn of the Republic, de Laurence Trimble et James Stuart Blackton
- 1911 : Tested by the Flag : Edna
- 1911 : A Geranium
- 1911 : Bessie's Ride : Bessie
- 1911 : Billy the Kid
- 1911 : Wages of War
- 1911 : How Betty Won the School
- 1911 : The Child Crusoes (en) de Van Dyke Brooke
- 1911 : Beyond the Law
- 1911 : The Tired, Absent-Minded Man
- 1911 : A Western Heroine : L'héroïne
- 1911 : The Fighting Schoolmaster
- 1911 : Her Cowboy Lover
- 1911 : An Aeroplane Elopement
- 1911 : A Western Girl
- 1911 : The Military Air-Scout
- 1912 : The Heart of the King's Jester : La Princesse
- 1912 : The Telephone Girl
- 1912 : The Governor Who Had a Heart : La femme du Gouverneur
- 1912 : The Star Reporter : Femme du journaliste vedette
- 1912 : The Cave Man : Chloe
- 1912 : The Victoria Cross : Ellen Carson
- 1912 : Old Love Letters : Edith, la femme
- 1912 : The Serpents : Chloe
- 1912 : The Lady of the Lake : Ellen, fille de Douglas
- 1912 : On Her Wedding Day : Ethel Morris, la mariée
- 1912 : Yellow Bird : Edith, sœur de John, élevée par les Indiens
- 1912 : The French Spy : Mathilde, une espionne française
- 1912 : Never Again, d'Edwin R. Phillips : La femme
- 1912 : Lincoln's Gettysburg Address, de J. Stuart Blackton et James Young
- 1912 : The Troublesome Step-Daughters, de George D. Baker : la belle-fille
- 1912 : The Barrier That Was Burned : Jennie Slocum
- 1912 : The Heart of Esmeralda, de William V. Ranous : Esmeralda
- 1912 : The Lovesick Maidens of Cuddleton, de George D. Baker : L'épouse du Dr Baldwin
- 1912 : Coronets and Hearts : L'héritière
- 1912 : A Vitagraph Romance
- 1912 : His Lordship, the Valet : Harriet Knowlton
- 1912 : Nothing to Wear, de William Humphrey : La femme
- 1912 : The Godmother, de Ralph Ince : La 5e fille
- 1912 : In the Furnace Fire, de Frederick A. Thomson : Mary Nelson
- 1912 : None But the Brave Deserve the Fair, de William Humphrey : Flora, la fille du fermier
- 1912 : On the Line of Peril
- 1912 : A Modern Atalanta
- 1912 : The Scoop, de William Humphrey : la journaliste
- 1912 : The Dandy, or Mr. Dawson Turns the Tables, de William Humphrey : Une bonne
- 1912 : Following the Star
- 1912 : A Marriage of Convenience, de James Young : Mildred Girard
- 1912 : While She Powdered Her Nose, de Laurence Trimble
- 1912 : Two Women and Two Men, de Van Dyke Brooke : Mlle Valeria
- 1912 : The Reincarnation of Karma, de Van Dyke Brooke
- 1913 : The Trap, de William Humphrey
- 1913 : The Delayed Letter, de Ralph Ince : Mabel Hinton
- 1913 : The Vengeance of Durand; or, The Two Portraits, de J. Stuart Blackton : Madame Durand
- 1913 : When Bobby Forgot, de Laurence Trimble
- 1913 : The Classmate's Frolic, de Ralph Ince : Camarade de classe
- 1913 : The Skull, de William V. Ranous
- 1913 : The Chains of an Oath : Doria, de William Humphrey
- 1913 : Red and White Roses, de William Humphrey et Ralph Ince : Mrs. Andrews
- 1913 : Sisters All, de Laurence Trimble : Une riche russe
- 1913 : The Strength of Men, de Ralph Ince : Marie
- 1913 : Brother Bill, de Ralph Ince : Nan
- 1913 : Hearts of the First Empire, de William Humphrey : Marie Louise d'Autriche
- 1913 : Captain Mary Brown, de William Humphrey : Capitaine Mary Brown
- 1913 : The Still Voice : Marjorie, la fille de Steele
- 1913 : The Forgotten Latchkey, de Ralph Ince
- 1913 : A Regiment of Two, de George D. Baker et Ralph Ince : Laura
- 1913 : The Prince of Evil, de Ralph Ince : Josephine Chester
- 1913 : The Call, de Ralph Ince : Lucille Wilson, la femme d'Ed
- 1913 : A Homespun Tragedy, de James W. Castle et Ned Finley
- 1913 : The Next Generation, de L. Rogers Lytton
- 1913 : Peggy's Burglar, de Ralph Ince
- 1913 : The Leading Lady, de Ned Finley
- 1913 : The Cure, de James W. Castle et Ned Finley
- 1913 : 'Mid Kentucky Hills, de Ned Finley
- 1914 : Children of the Feud
- 1914 : The Mischief Maker
- 1914 : The Christian de Frederick A. Thomson : Glory Quayle
- 1914 : Captain Alvarez : Bonita, nièce de Don Arana
- 1914 : Warfare in the Skies
- 1914 : Steve O'Grady's Chance
- 1914 : A Florida Enchantment : Miss Lillian Travers
- 1914 : Hope Foster's Mother
- 1914 : The Old Flute Player
- 1915 : The Night of the Wedding
- 1915 : In the Latin Quarter
- 1915 : O'Garry of the Royal Mounted : Marie LaRose
- 1915 : The Quality of Mercy
- 1915 : The Silent Plea
- 1915 : The Enemies
- 1915 : The Island of Regeneration : Katherine Brenton
- 1915 : Jane Was Worth It
- 1915 : Love's Way
- 1915 : A Queen for an Hour
- 1915 : The Dust of Egypt : Amenset
- 1915 : The Ruling Power
- 1915 : A Price for Folly : Dorothea Jardeau
- 1915 : A Man's Sacrifice : Mary
- 1915 : On Her Wedding Night : Helen Carter
- 1916 : Jane's Bashful Hero
- 1916 : The Two Edged Sword : Mary Brooks
- 1916 : Susie, the Sleuth
- 1916 : Jane's Husband
- 1916 : She Won the Prize
- 1916 : The Shop Girl : Winifred Childs
- 1916 : The Tarantula : Chonita Alvarado
- 1916 : An Enemy to the King : Julie De Varion
- 1917 : Money Magic : Bertha Gilman
- 1917 : Aladdin from Broadway : Faimeh
- 1917 : Captain of the Gray Horse Troop : Elsie
- 1918 : The Legion of Death : Princesse Marya
- 1918 : Edith's Victory for Democracy : La cowgirl
- 1918 : The Eyes of Mystery : Carma Carmichael
- 1918 : Revenge, de Tod Browning : Alva Leigh
- 1918 : The Claim : Belle Jones
- 1918 : The Treasure of the Sea : Margaret Elkins
- 1918 : The Demon : Princesse Perdita
- 1918 : The Silent Woman de Herbert Blaché : Nan McDonald
- 1919 : As the Sun Went Down : Col. Billy

### Années 1920
- 1920 : Moon Madness : Valerie / Zora
- 1921 : The Greater Profit : Maury Brady
- 1921 : Beach of Dreams : Cleo de Bromsart